# سلمنت
قرية سلمنت هي إحدى القرى التابعة لمركز بلبيس في محافظة الشرقية في جمهورية مصر العربية. حسب إحصاءات سنة 2006، بلغ إجمالي السكان في سلمنت 10462 نسمة، منهم 5339 رجل و5123 امرأة.

## التاريخ
قرية سلمنت من القرى القديمة، واسمها الأصلي وقت الفتح الإسلامي لمصر «سلمنت»، وقد وردت «سلمنت» في أعمال الشرقية ضمن قرى الروك الصلاحي التي أحصاها ابن مماتي في كتاب قوانين الدواوين. كما وردت «سلمنت» في أعمال الشرقية ضمن قرى الروك الناصري التي أحصاها ابن الجيعان في كتاب «التحفة السنية بأسماء البلاد المصرية». وفي العصر العثماني، ورد اسم «سلمنت» ضمن قرى ولاية الشرقية في التربيع العثماني الذي جرى في بداية العصر العثماني في مصر. كما وردت «سلمنت» ضمن قرى مديرية الشرقية في تاريخ 1228هـ/1813م الذي عدّ قرى مصر بعد المسح الذي قام به محمد علي باشا.